# Буханов Олексій Андрійович
Олексій Андрійович Буханов (лютий 1891, село Чемодурово Бронницького повіту Московської губернії, тепер Московської області, Російська Федерація — розстріляний 15 січня 1938, місто Сталінград, тепер Волгоград, Російська Федерація) — радянський профспілковий діяч, голова виконавчого комітету Коломенської повітової ради Московської губернії, уповноважений Комісії радянського контролю при РНК СРСР по Сталінградському краю (області), член ВЦВК. Член Комісії радянського контролю при РНК СРСР у 1934—1937 роках.

## Біографія
Народився в бідній селянській родині, з п'яти років ріс без батька. У 1902 році закінчив початкову школу в селі Чемодурово Бронницького повіту.
З вересня 1902 по листопад 1906 року — учень столяра майстерні Прібса в Москві. З листопада 1906 по січень 1909 року працював столяром у приватних майстернях, з січня 1909 по березень 1911 року — столяр меблевої фабрики торгового дому «Мюр і Мереліз» у Москві.
У березні 1911 — липні 1918 року — столяр, модельник Коломенського паровозобудівного заводу Московської губернії.
Член РСДРП(б) з червня 1917 року.
У липні — серпні 1918 року — голова Коломенського повітового комітету Спілки металістів. У серпні 1918 — вересні 1919 року — член робітничого комітету і голова заводського комітету ЦК Спілки металістів у Коломні. У листопаді 1919 — грудні 1922 року — голова Коломенського районного комітету Спілки металістів, член президії ЦК Спілки металістів.
У грудні 1922 — січні 1924 року — голова виконавчого комітету Коломенської повітової ради Московської губернії.
У січні 1924 — липні 1926 року — завідувач підвідділу охорони праці, заступник завідувача, завідувач тарифного відділу Московського районного комітету Спілки металістів.
У липні 1926 — 1927 року — заступник керуючого, в 1927 — серпні 1930 року — керуючий Московського державного машинобудівного тресту «Мосмашинотрест» Московської Ради народного господарства.
У серпні 1930 — вересні 1931 року — заступник керуючого, у вересні 1931 — лютому 1932 року — керуючий Всесоюзного об'єднання середнього машинобудування «Союзсередмашина» ВРНГ СРСР.
У лютому 1932 — грудні 1933 року — керівник групи транспортного машинобудування, у грудні 1933 — лютому 1934 року — керівник автотракторної групи Центральної контрольної комісії ВКП(б) — Народного комісаріату робітничо-селянської інспекції СРСР. Одночасно з лютого 1932 по лютий 1934 року — член колегії Народного комісаріату робітничо-селянської інспекції СРСР.
У березні 1934 — жовтні 1937 року — уповноважений Комісії радянського контролю при РНК СРСР по Сталінградському краю (області).
2 листопада 1937 року заарештований органами НКВС у місті Сталінграді. Засуджений Воєнною колегією Верховного суду СРСР 15 січня 1938 року до страти, розстріляний того ж дня.
30 травня 1956 року реабілітований, 25 травня 1956 року посмертно відновлений у партії.